# Castello Muscettola
Il castello Muscettola è un castello di Leporano
situato in provincia di Taranto. Ubicato nel centro storico, è stato per secoli simbolo del potere feudale di numerose famiglie nobili.

## Storia
Il nucleo originario del castello risale al XII-XIII secolo ed è costituito dalla base del torrione principale al tempo destinato ad ospitare una torre d'avvistamento sveva. Il nuovo mastio viene quindi edificato in epoca tardo-Angioina tra la fine del XIV e l'inizio del XV secolo. In questo periodo il castello è di proprietà delle famiglie Bellotto e poi Antoglietta. Nel corso del XVI secolo vengono realizzate le mura mentre in quello successivo avvenne il passaggio da fortificazione difensiva a palazzo residenziale. Vennero così edificate una piccola chiesa ed una terrazza belvedere. A partire dal 1617, l'edificio era passato in mano ai principi Muscettola di Napoli da cui poi avrebbe preso il nome. La famiglia Muscettola sarebbe stata proprietaria del feudo di Leporano fino alla metà del XIX secolo.